# 拉南 (杜省)
拉南（法語：Lanans，法語發音：[lanɑ̃]）是法国杜省的一个市镇，属于贝桑松区。

## 地理
拉南（47°17'49"N, 6°26'56"E）面积10.05 平方千米，位于法国勃艮第-弗朗什-孔泰大區杜省，该省份为法国东部内陆省份，北起上索恩省，西接汝拉省，东部及东南部与瑞士接壤，东北部与贝尔福地区省接壤。
与拉南接壤的市镇（或旧市镇、城区）包括：屈桑斯、蒙蒂韦尔纳日、乌旺、塞尔万、沃德里维莱尔。

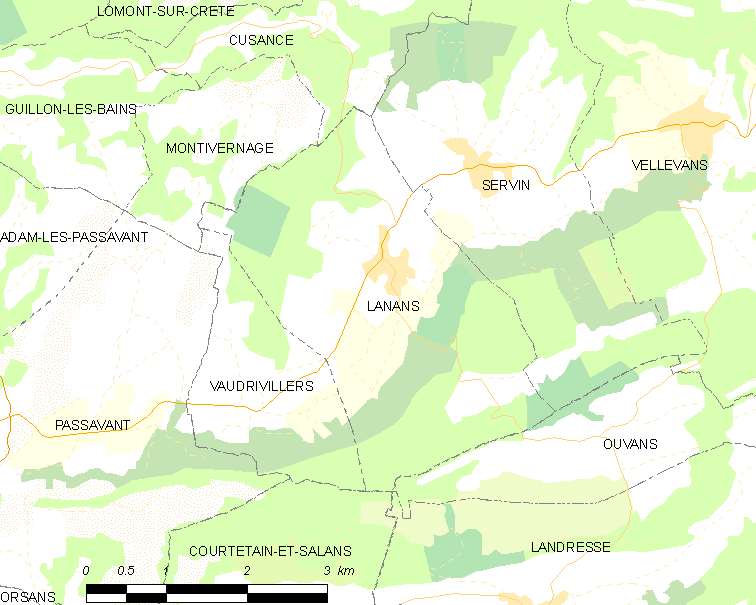
的OSM定位图

拉南的时区为UTC+01:00、UTC+02:00（夏令时）。

## 行政
拉南的邮政编码为25360，INSEE市镇编码为25324。

## 政治
拉南所属的省级选区为巴旺县。

## 人口

1962-2008年间人口变化图示

拉南于2022年1月1日时的人口数量为162人。